# Clan Sarno
Il clan Sarno è stato un sodalizio camorristico di Napoli con a capo i fratelli Ciro Sarno, Vincenzo Sarno, Luciano Sarno, Giuseppe Sarno e Pasquale Sarno, originari del Rione De Gasperi del quartiere Ponticelli.

## Storia
Il clan si è formato all'inizio degli anni '80 quando, dopo la dissoluzione dei gruppi che facevano capo alla Nuova Famiglia, non essendoci più la minaccia della Nuova Camorra Organizzata di Raffaele Cutolo, le varie famiglie malavitose si spartirono le zone entrando spesso in conflitto tra loro e causando faide e guerre di camorra. Fu questo il caso anche del clan Sarno che entrò prima in guerra con i clan dell'Alleanza di Secondigliano (per questo si unì successivamente alle famiglie Mazzarella e Misso formando il cartello criminale cosiddetto: Misso-Mazzarella-Sarno egemone in buona parte di Napoli) e poi contro il clan De Luca Bossa, del boss Antonio De Luca Bossa 'o Sicco.
Forte dell'alleanza con Giuseppe Misso il boss Ciro Sarno, detto 'o Sindaco, fu considerato a capo di uno dei clan più influenti della città. I fratelli Sarno si imposero nel popoloso quartiere di Ponticelli alla fine degli anni ottanta quando fu messa in atto la spartizione delle case popolari per tutte le famiglie terremotate. Proprio per questo Ciro Sarno fu soprannominato "'o Sindaco". Alla fine degli anni novanta, poi, Ciro fu arrestato e le redini del clan passarono nelle mani dei fratelli Giuseppe (Napoli, 27 giugno 1955), Pasquale (Napoli, 6 febbraio 1966), Luciano (Napoli, 28 dicembre 1968) e Vincenzo (Napoli, 31 maggio 1970). Nel 1998 il clan fu anche vittima di un attentato stragista, in via Argine (per questo attentato fu chiamato a rispondere il boss Antonio De Luca Bossa, condannato poi in via definitiva all'ergastolo come uno dei mandanti). L'obiettivo del clamoroso agguato doveva essere Vincenzo Sarno, che fu attirato in un tranello, per partecipare ad una riunione con i De Luca Bossa. L'autobomba fu confezionata a Giugliano una settimana prima, fu inserita in un ruotino di scorta e poi nascosta in una Lancia Delta di proprietà dei Sarno. L'innesco era radiocomandato, doveva esplodere quando Vincenzo Sarno, come ogni domenica, si faceva accompagnare dal nipote a firmare perché era sottoposto alla sorveglianza speciale. In seguito i vertici dell'Alleanza decisero di far esplodere la bomba la sera del sabato prima, il 25 aprile del 1998. Alla guida della Lancia Delta che percorreva via Argine c'era però Luigi Amitrano, un nipote di Vincenzo Sarno, che saltò in aria e morì nella violenta deflagrazione. In seguito una seconda ipotesi delineata nel corso delle indagini fece ipotizzare anche che l'ordigno fosse esploso per la pressione data dalla irregolarità del manto stradale. Questa strage provocò numerosi blitz ed arresti delle fazioni rivali dei Sarno, i De Luca Bossa e alcune famiglie dell'Alleanza di Secondigliano contrarie all'espansione dei Sarno nella parte orientale della città. Questo portò in effetti vantaggi notevoli allo stesso clan di Ponticelli, che si rafforzò ulteriormente divenendo uno dei più influenti della regione. Nell'ultimo trimestre dell'anno 2008, la famiglia Sarno si è trovata a spezzare i rapporti con il clan Mazzarella. 
Nelle settimane seguenti, c'è stata una veloce quanto violenta guerra di predominio del territorio.
I Sarno sono anche attivi nella provincia ad est di Napoli, nei comuni di Somma Vesuviana, Cercola, Sant'Anastasia e San Sebastiano, dove entrarono in guerra con le famiglie locali: i Veneruso, gli Anastasio e i Panico per il predominio del traffico di stupefacenti.
Nella mattina del 1º aprile 2009, il boss Vincenzo Sarno viene arrestato nell'abitazione di un incensurato indagato per favoreggiamento.
In un rapporto delle forze dell'ordine si arrivò ad ipotizzare, con un margine di possibilità piuttosto ampio, che l'organizzazione abbia gestito alcune sale-giochi e addirittura un “Bingo” tra Chiaia e Fuorigrotta, non utilizzando come referenti dei pregiudicati, facilmente identificabili, bensì attraverso prestanomi incensurati. In particolare la cosca sarebbe stata interessata ai due quartieri, all'interno del primo dei quali si muove un giro di affari notevole. Anche il quartiere Mercato e i Quartieri Spagnoli rientrarono tra gli appetiti degli uomini con base nel Rione De Gasperi.
Le alleanze dei Sarno compresero il clan Ricci sui Quartieri Spagnoli, alla Torretta, a Rua Catalana, al Mercato e a Fuorigrotta. Fino a tessere una tela molto importante con gli Amato-Pagano, a Secondigliano e nei paesi a nord di Napoli; così come nelle cittadine vesuviane confinanti con Ponticelli, quartier generale della famiglia di mala. Dalla periferia orientale di Napoli alla riviera di Chiaia, passando per i Quartieri Spagnoli, fino a Fuorigrotta. In poco più di un anno, secondo investigatori e inquirenti, il clan Sarno di Ponticelli avrebbe conquistato fette di territorio grazie ad alleanze strategiche. Al punto da potersi permettere una guerra per il controllo delle attività illecite nel quartiere Mercato con i clan Mazzarella. Con la conseguenza che la mappa della camorra in città, messa nero su bianco negli uffici dell'intelligence, era molto cambiata rispetto ad alcuni anni prima.
Nella giornata del 27 luglio 2009, vengono arrestati 5 affiliati del clan, Antonio Sarno ('o Tartaro) primogenito del capoclan Ciro, Salvatore Sarno (Tore 'o Pazzo) figlio del boss Giuseppe Sarno ('o Mussillo) , Antonio Sarno ('o Ciacariello) cugino dei fratelli Sarno, Ciro Esposito ('o Tropeano) e Vincenzo Cece ('o Puorco) cognato dei fratelli Sarno ritenuti membri-vertice.
Gli arresti sono arrivati in seguito a minacce verso la moglie (Anna Emilia Montagna) del collaboratore di giustizia Giuseppe Sarno. Il pentimento del padrino causato da divergenze avute con i fratelli (soprattutto Vincenzo) sulla gestione del clan ha scosso gli equilibri di tutta Napoli.
Il giorno 9 agosto 2009 si pente un altro personaggio di spicco del clan, è Carmine Caniello, killer stragista, che rivela particolari importanti ai fini delle indagini circa l'omicidio di Anna Sodano, ex pentita del clan Sarno, avvenuto nel 1996, dopo di lui collabora con la giustizia Sarno Salvatore, fu lui con la madre Anna Emilia Montagna a fare arrestare l'allora latitante boss Giuseppe Sarno .
Nella mattina di martedì 29 settembre 2009, Cronache di Napoli recita così: "Si è pentito Ciro Sarno". L'ultimo grande colpo per il clan Sarno, che solo pochi mesi prima era il più influente della regione Campania. Dopo le ultime rivelazioni, ulteriori pentiti e mandati di cattura, il famigerato clan può dirsi neutralizzato completamente dall'Antimafia.
Il 10 ottobre 2009, Giuseppe Sarno ha svelato particolari interessanti circa l'appoggio camorristico del clan Sarno alla Democrazia Cristiana negli anni '90.

## Fatti recenti
- Il 1º aprile 2009 viene arrestato il boss Vincenzo Sarno (38), uno dei reggenti del clan.[9][10][11]
- Il 5 aprile 2009 viene arrestato dai carabinieri a Roma il boss Giuseppe Sarno[12].
- Il 27 maggio 2009 vengono arrestate dai Carabinieri, eseguendo un'ordinanza di custodia cautelare, 64 persone del clan per associazione mafiosa, estorsione, usura, traffico di stupefacenti, tra cui Luisa Terracciano (48), ritenuta la reggente del clan Arlistico-Terracciano-Orefice, smantellando così di fatto il clan Sarno diventato egemone sulla scena partenopea[13][14]. Il provvedimento è stato consegnato anche ai boss del clan Giuseppe e Vincenzo Sarno già in carcere.
- Il 16 luglio 2009 vengono eseguiti 2 blitz d parte dei carabinieri con l'arresto di 56 presunti esponenti del clan dei 69 ricercati. Accusati di traffico di droga, associazione mafiosa ed estorsione[15].
- L'11 settembre 2009 si hanno delle indiscrezioni sul clamoroso pentimento, dopo gli già eclatanti del padrino Giuseppe Sarno 'o Mussillo e del killer Carmine Caniello, anche del boss Giuseppe Sarno, alias ‘Caramella, cugino omonimo di Giuseppe Sarno 'o Mussillo, ma nonostante tutto la moglie, la figlia e l'avvocato smentiscono le voci sul pentimento del boss.
- Il 29 settembre 2009 si ha la notizia del pentimento di Salvatore Sarno detto 'o Pazzo , figlio del boss Giuseppe Sarno 'o Mussillo, e di Raffaele Cirella, importante esponente del clan Sarno.
- Con decine di arresti e il pentimento di 'o Sindaco si può affermare la fine del clan.[16]